# قلعه گاه (آثار باستانی)
قلعه گاه مربوط به عصر آهن - سده‌های میانه دوران‌های تاریخی پس از اسلام است و در شهرستان قروه، بخش ئیلاق، دهستان ییلاق جنوبی (بلبلان آباد)، ۱ کیلومتری غرب روستای گردمیران علیا واقع شده و این اثر در تاریخ ۱۴ اسفند ۱۳۸۵ با شمارهٔ ثبت ۱۷۷۸۶ به‌عنوان یکی از آثار ملی ایران به ثبت رسیده است.